# رموونا (داکوتای جنوبی)
رموونا(به انگلیسی: Ramona) شهری در ایالت داکوتای جنوبی کشور ایالات متحده آمریکا است که جمعیت آن در سرشماری سال ۲۰۱۰ میلادی، ۱۷۴ نفر بوده‌است.